# Andrew Wylie (Skilangläufer)
Andrew Wylie (* 6. September 1961 in Cambridge) ist ein ehemaliger britischer Skilangläufer.
Wylie belegte bei den nordischen Skiweltmeisterschaften 1987 in Oberstdorf den 69. Platz über 15 km klassisch und den 55. Rang über 30 km klassisch. Bei seiner einzigen Teilnahme bei Olympischen Winterspielen im Februar 1988 in Calgary errang er zusammen mit John Spotswood, Ewan McKenzie und Marty Watkins den 16. Platz in der Staffel. Im folgenden Jahr lief er bei den nordischen Skiweltmeisterschaften in Lahti den 78. Platz über 15 km Freistil und den 70. Rang über 15 km klassisch.